# チョウタロウネグロフタオシジミ
チョウタロウネグロフタオシジミ（Pratapa tyotaroi）は、チョウ目（鱗翅目）アゲハチョウ上科シジミチョウ科に分類されるチョウの一種。フィリピン固有種。

## 分布
名義タイプ亜種はマリンドゥケ島産の標本に基づいて記載されたが、ルソン島にも分布する。亜種ismaeli　はミンダナオ島、mindorensis　はミンドロ島、cadohaana　はレイテ島に分布しているが、どの地においても個体数は多くない。

## 形態

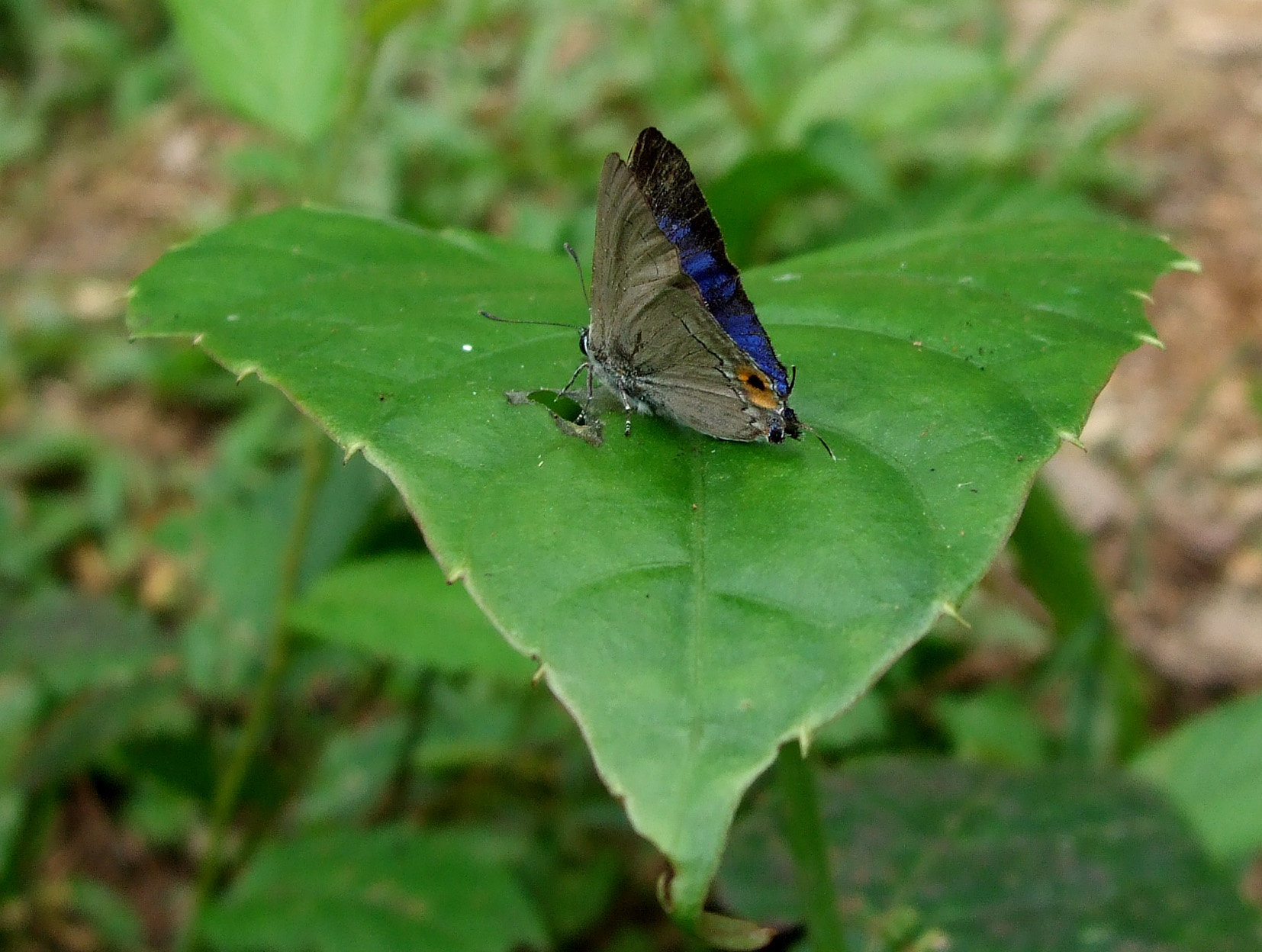
フィリピン、ミンダナオ島・アポ山中の成虫・オス
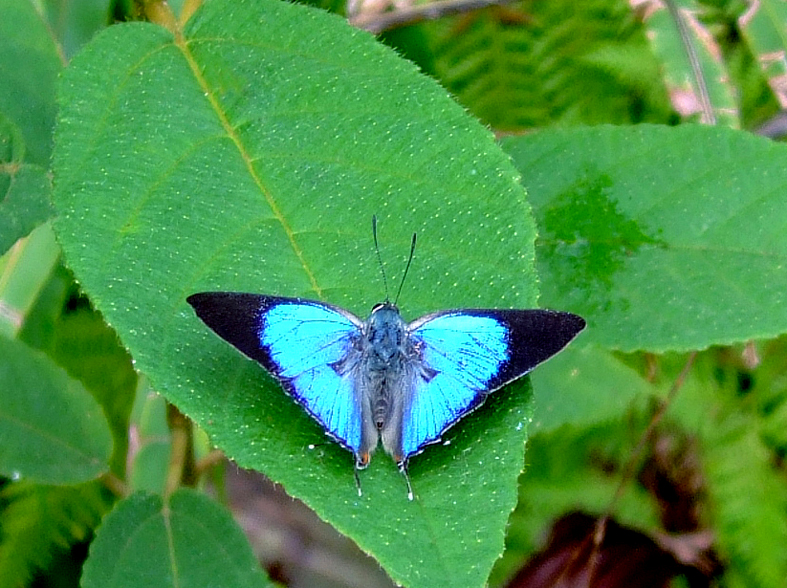
フィリピン、ミンダナオ島・アポ山中の成虫・オス
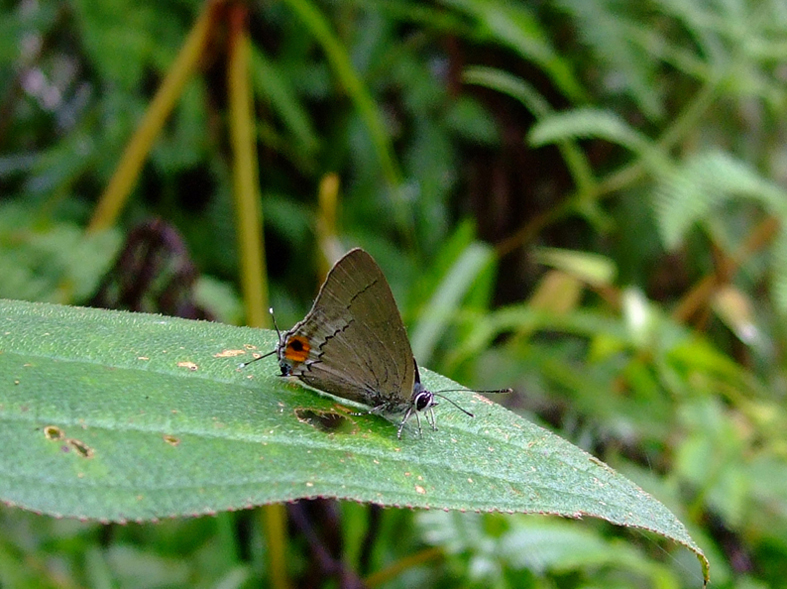
フィリピン、ミンダナオ島・アポ山中の成虫・オス

前翅長は13-17mm。オス、メスともフィリピンに分布するネグロフタオシジミ属のP. icetoides　と　P. deva 　に似るが、斑紋をよく観察するとかなり相違があるので、同定間違いをすることはまずないだろう。

## 生態
ミンダナオ・アポ山での観察では、少なくとも年2回以上発生しているようである。オスの個体数は決して少なくはないが、メスを見る機会は極端に少ない。

種名の語源：東南アジアの蝶研究に多大な貢献をした西山保典氏のニックネーム、チョウタロウに因む。